# Les Aigles et la Vigne
Les Aigles et la Vigne est un passage de l'Ancien Testament qui se trouve dans le Livre d'Ézéchiel.

## Texte
Livre d'Ézechiel, chapitre 17, versets 2 à 10 :
« Fils de l'homme, propose une énigme, dis une parabole à la maison d'Israël ! Tu diras : Ainsi parle le Seigneur, l'Éternel : Un grand aigle, aux longues ailes, aux ailes déployées, couvert de plumes de toutes couleurs, vint sur le Liban, et enleva la cime d'un cèdre. Il arracha le plus élevé de ses rameaux, l'emporta dans un pays de commerce, et le déposa dans une ville de marchands. Et il prit un rejeton du pays, et le plaça dans un sol fertile ; il le mit près d'une eau abondante, et le planta comme un saule. Ce rejeton poussa, et devint un cep de vigne étendu, mais de peu d'élévation ; ses rameaux étaient tournés vers l'aigle, et ses racines étaient sous lui ; il devint un cep de vigne, donna des jets, et produisit des branches. Il y avait un autre aigle, grand, aux longues ailes, au plumage épais. Et voici, du parterre où elle était plantée, cette vigne étendit avec avidité ses racines de son côté et dirigea ses rameaux vers lui, afin qu'il l'arrosât. Elle était plantée dans un bon terrain, près d'une eau abondante, de manière à produire des branches et à porter du fruit, à devenir une vigne magnifique. Dis : Ainsi parle le Seigneur, l'Éternel : Prospérera-t-elle ? Le premier aigle n'arrachera-t-il pas ses racines, n'enlèvera-t-il pas son fruit, afin qu'elle se dessèche, afin que toutes les feuilles qu'elle a poussées se dessèchent ? Et il ne faudra ni beaucoup de force ni un peuple nombreux pour la séparer de ses racines. Voici, elle est plantée : prospérera-t-elle ? Si le vent d'orient la touche, ne séchera-t-elle pas ? Elle séchera sur le parterre où elle a poussé. »
Traduction d'après la Bible Louis Segond.

## Interprétation chrétienne
Origène dit que ces deux aigles sont Nabuchodonosor et Pharaon, roi d'Égypte. Le théologien compare le premier au diable et écrit qu'il voulait transférer Jérusalem vers la terre de Canaan c'est-à-dire Babylone afin de faire croître une vigne similaire à la Jérusalem d'Israël. Cependant, la vigne ne fut que chétive ; « Prions pour que personne de Jérusalem ne soit transporté en Canaan, et que la plantation de Jérusalem persévère dans la volonté de Dieu et de son église : dans les actes, les paroles et la science de la vérité du Christ » conclut Origène .